# EHC Kloten
EHC Kloten – szwajcarski klub hokeja na lodzie z siedzibą w Kloten.

## Historia
Od 1962 do 2018 drużyna występowała nieprzerwanie w najwyższej klasie rozgrywkowej, będąc najdłużej grającym zespołem w tej lidze.
W latach 2000–2016 zespół funkcjonował pod nazwą Kloten Flyers.

## Sukcesy
- Złoty medal mistrzostw Szwajcarii: 1967, 1993, 1994, 1995, 1996
- Srebrny medal mistrzostw Szwajcarii: 1972, 1988, 1988, 2009, 2011, 2014
- Brązowy medal mistrzostw Szwajcarii: 1968, 1969, 1970, 1973, 1982, 1986
- Złoty medal Swiss League: 2022
- Srebrny medal Nationalliga B: 1962
- Brązowy medal Nationalliga B: 1955
- Pierwsze miejsce w sezonie zasadniczym Swiss League: 2020
- Puchar Szwajcarii: 2017
- Finał Pucharu Szwajcarii: 2015